# Madeleine Carpentier
Madeleine Carpentier (París, 3 de febrero de 1865 - Boulogne-Billancourt (Francia) 13 de septiembre de 1949) fue una pintora francesa.
Fue alumna de Adrien Bonnefoy y más tarde estudió con Jules Lefebvre en la Académie Julian. Se exhibieron sus obras en el Salón de París desde 1885 y su obra Les Chandelles fue comprada por la ciudad de París en 1896. Pintó un retrato de su hermana que está en la colección del Musée des Beaux-arts de Nantes.
Su pintura Les Chandelles se incluyó en el libro de 1905 Women Painters of the World. Su hija Marguerite Jeanne Carpentier, escultora, hizo una escultura de ella para la tumba familiar en el cementerio de Père-Lachaise.

## Galería de imágenes

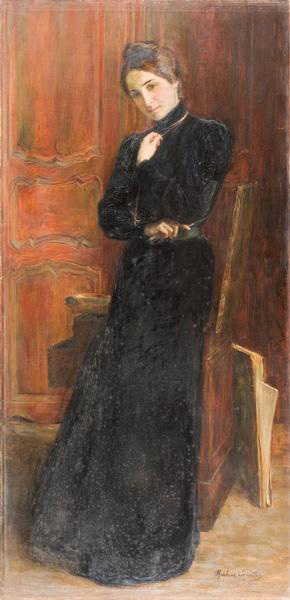
Retrato de Marie-Paule Carpentier, de pie
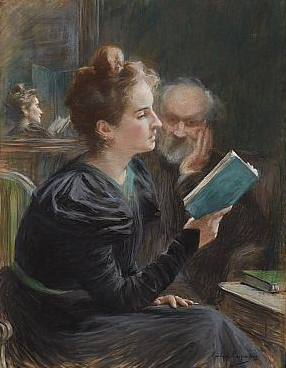
Retrato
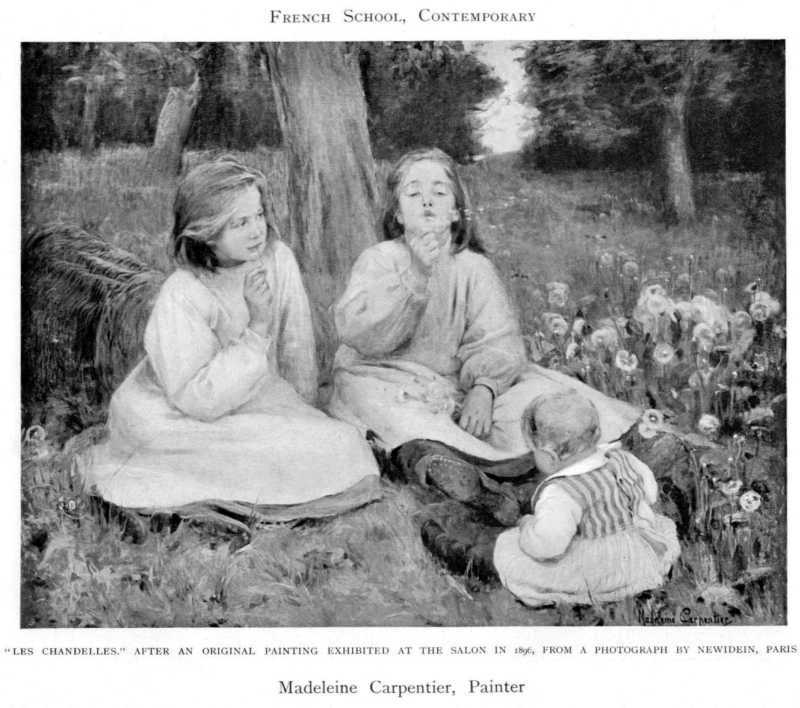
Les Chandelles
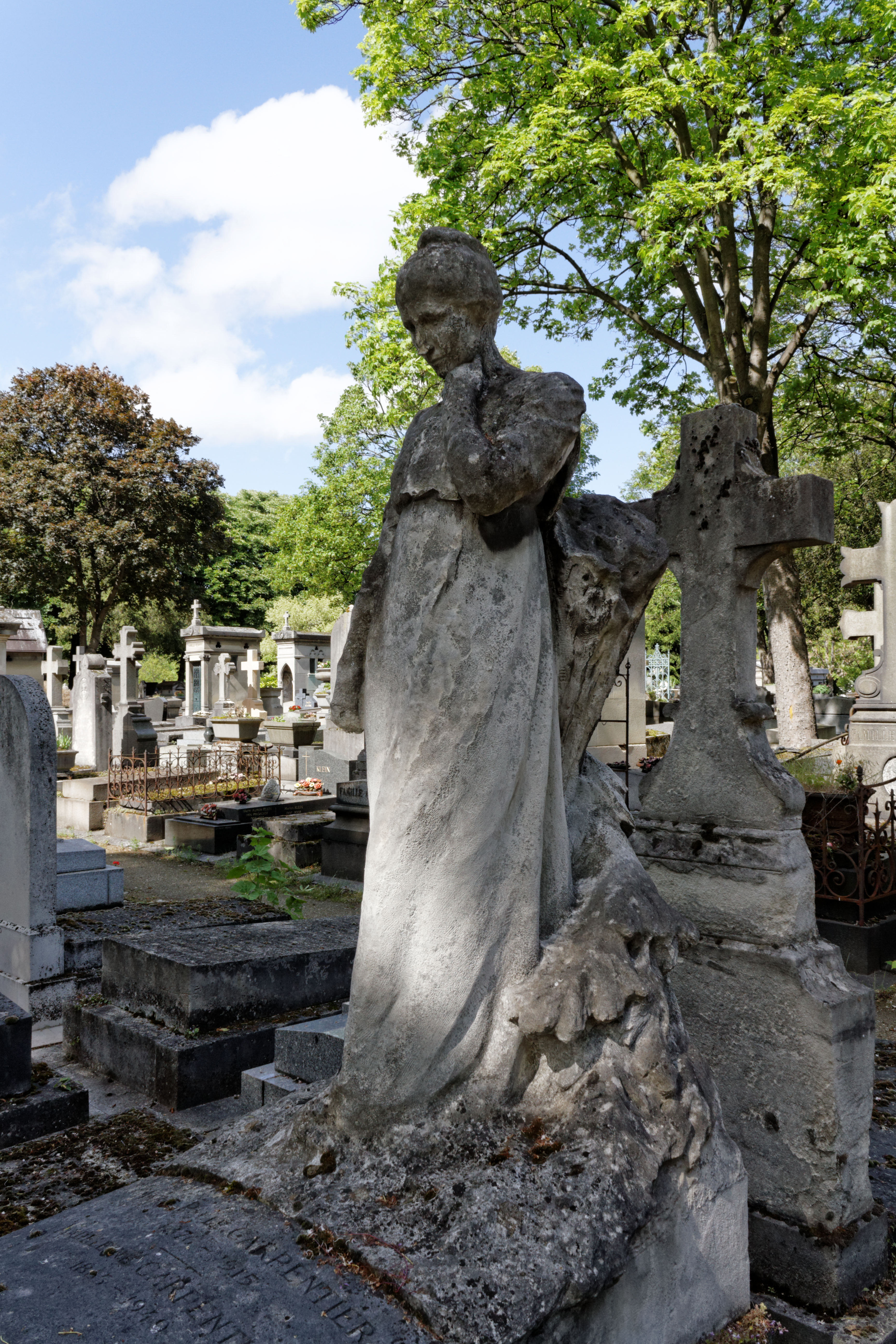
Escultura realizada por su hija Marguerite Jeanne Carpentier para su tumba